# Bayane Baqer Soulagh
Bayane Baqer Soulagh Jabr Al-Zubeidi (arabe : باقر جبر الزبيدي), né en 1946 dans l'actuel gouvernorat de Maysan, aussi appelé Bayane Jabr, est actuellement le ministre des Finances de l'Irak dans le gouvernement de Nouri al-Maliki. Il a été auparavant ministre de l'Intérieur, responsable de la police, dans le gouvernement de transition dirigé par le chiite duodécimain Ibrahim al-Jaafari ; il avait été Ministre du Logement et de la Reconstruction dans le Conseil de gouvernement irakien (en) (septembre 2003-juin 2004). Il est l'un des membres anciens de l'Alliance irakienne unifiée (chiites) aussi bien que du Conseil suprême de la révolution islamique en Iraq (CSRII).
Curieusement parmi les chiites duodécimains d'Irak, Bayane Jabr est d'ascendance turque et kurde à la fois.
Il est devenu activiste chiite duodécimain pendant ses études d'ingénieur à l'Université de Bagdad dans les années 1970. Il s'était enfui en Iran pour éviter les arrestations des groupes chiites par Saddam Hussein et avait rejoint alors le Conseil suprême de la Révolution islamique en Iraq (CSRII). Il a aussi dirigé le bureau du CSRII en Syrie.
En tant que ministre de l'Intérieur, il était peu apprécié par les sunnites car on le soupçonnait de diriger un service gérant des camps de la mort et utilisant la torture à l'égard des civils sunnites. Il n'a pas reconnu ces allégations, qu'il a déclaré exagérées même s'il a reconnu l'existence d'escadrons de la mort dans le cadre du ministère de l'intérieur, mais pas dans le service qu'il avait fondé.
Le 1er octobre 2005, son frère, Jebbar Jabr Soulagh, a été enlevé par des hommes armés à Bagdad alors qu'il se rendait en voiture à son domicile, dans le quartier chiite duodécimain de Sadr City, où il travaille comme directeur d'hôpital.
Le 3 janvier 2006, sa sœur a été enlevée par des rebelles et relâchée deux semaines après.